# La Riviera
La Riviera és una concentració de població designada pel cens dels Estats Units a l'estat de Califòrnia. Segons el cens del 2000 tenia 10.273 habitants.

## Demografia
Segons el cens del 2000, La Riviera tenia 10.273 habitants, 4.345 habitatges, i 2.480 famílies. La densitat de població era de 2.179,4 habitants/km².
Dels 4.345 habitatges en un 23,9% hi vivien nens de menys de 18 anys, en un 40,2% hi vivien parelles casades, en un 12,6% dones solteres, i en un 42,9% no eren unitats familiars. En el 29,3% dels habitatges hi vivien persones soles el 5,7% de les quals corresponia a persones de 65 anys o més que vivien soles. El nombre mitjà de persones vivint en cada habitatge era de 2,36 i el nombre mitjà de persones que vivien en cada família era de 2,92.
Per edats la població es repartia de la següent manera: un 19,8% tenia menys de 18 anys, un 13,4% entre 18 i 24, un 33,6% entre 25 i 44, un 23,3% de 45 a 60 i un 9,8% 65 anys o més.
L'edat mediana era de 34 anys. Per cada 100 dones de 18 o més anys hi havia 95,9 homes.
La renda mediana per habitatge era de 49.110 $ i la renda mediana per família de 57.792 $. Els homes tenien una renda mediana de 39.766 $ mentre que les dones 33.295 $. La renda per capita de la població era de 24.034 $. Entorn del 5,7% de les famílies i el 10,5% de la població estaven per davall del llindar de pobresa.

## Poblacions més properes
El següent diagrama mostra les poblacions més properes.